# 貝克斯利希斯學院
貝克斯利希斯學院（英語：Bexleyheath Academy）是位於倫敦貝克斯利區貝克斯利希斯的一所公立男女混合中学。

## 歷史
該校由兩所學校於1968年合併而成，其中一所是位於現址的普通女子中學，另一所是位於格雷厄姆路的男子學校。目前的校址在第二次世界大戰前就已開始使用，且位於住宅區。
2011年9月1日，貝克斯利希斯學校更名為貝克斯利希斯學院，由倫敦学院企业信托（LAET）贊助，是学院企业信托（AET）旗下學院的其中一個學院。
2019年，該校因8年內有7位校長，接受英國教育標準局檢查時被評為「不合格」而引起爭議。

## 知名校友
- 利亚姆·里奇维尔，波特蘭伐木者的足球運動員[2]

## 外部連結
- 官方網站 （页面存档备份，存于）
- 英國教育標準局的信件